# John McLaughlin Williams
John McLaughlin Williams (Carolina del Nord, 1957) è un direttore d'orchestra e violinista statunitense vincitore di Grammy Award.

## Biografia
Ha frequentato la Boston University School of Music, il New England Conservatory ed è diplomato al Cleveland Institute of Music. Ha studiato violino con Dorothy DeLay, direzione orchestrale con Carl Topilow e composizione con Donald Erb e Margaret Brouwer. Relativamente un nuovo arrivato come direttore, apparve come direttore ospite della Detroit Symphony Orchestra, della Colorado Symphony Orchestra, della Chicago Sinfonietta e di molti altri gruppi. Ha registrato diversi CD per l'etichetta Naxos Records, tutti nella loro serie American Classics, dove ha dimostrato una notevole capacità di scoprire gemme perdute di compositori americani della prima metà del XX secolo (come Henry Hadley e John Alden Carpenter) e portarli vividamente in vita con la National Symphony Orchestra dell'Ucraina e la National Radio Symphony Orchestra dell'Ucraina. Il risorgere dell'interesse per il compositore americano George Frederick McKay (1899-1970) può essere attribuito alle registrazioni pionieristiche di William della musica di McKay. Nel 2007 ha ricevuto un Grammy per la registrazione di Oiseaux Exotiques di Olivier Messiaen, dirigendo la Cleveland Chamber Symphony con la pianista Angelin Chang, anch'essa vincitrice del Grammy. Williams ha ricevuto un totale di quattro nomination ai Grammy.
Williams ha anche lavorato come assistente direttore del Festival di Britt in Oregon. Come violinista è apparso come solista negli Stati Uniti ed è stato libero professionista nella zona di Boston, dove era primo violino assistente della Boston Pops Esplanade Orchestra e ha suonato come sostituto con la Boston Symphony. Williams era anche un membro dell'Orchestra sinfonica di Houston ed era primo violino della Virginia Symphony. La sua prima registrazione per violino solista è pronta per l'uscita e contiene registrazioni in prima mondiale della musica per violino completa di Karl Weigl e apparirà sull'etichetta Sono Luminus.

## Premi e riconoscimenti
- 2010 Grammy Nomination per la miglior esecuzione di musica da camera[3]
- 2010 Grammy Nomination per la migliore interpretazione strumentale come solista (con orchestra)[3]
- 2008 Grammy Nomination per la migliore interpretazione strumentale come solista (con orchestra)[4]
- 2007 Grammy Award per la miglior interpretazione solista di musica classica con orchestra[1]
- 2006 Grammy Nomination per la migliore interpretazione strumentale come solista (con orchestra)

## Discografia
Come conduttore :
- Deon Nielsen Price : Yellow Jade Banquet and other Orchestral Works
- Ernest Bloch ; Violin Concerto, Benjamin Lees: Violin Concerto (2008 Grammy Nominee)
- Nicolas Flagello : Missa Sinfonico, Arnold Rosner: Symphony No.5 Missa sine Cantoribus super Salve Regina
- Olivier Messiaen : Oiseaux Exotiques (2007 Grammy Winner)
- Nicolas Flagello : Violin Concerto / Orchestral Excerpts from the Operas / Orchestral Songs
- John Alden Carpenter : Adventures in a Perambulator / Symphonies Nos. 1 and 2
- Nicolas Flagello : Piano Concerto No. 1 / Dante's Farewell / Concerto Sinfonico
- Henry Kimball Hadley: Symphony No. 4 / The Ocean / The Culprit Fay
- George Frederick McKay : From a Moonlit Ceremony / Harbor Narrative
- George Frederick McKay : Violin Concerto / Sinfonietta No. 4 / Song Over the Great Plains
- Quincy Porter : Viola Concerto (2010 Grammy Nominee)
- Corentin Boissier : Glamour Concerto / Philip Marlowe Concerto

Come violinista :
- Samuel Coleridge-Taylor : Chamber Music; Nonet, Fantasiestucke, Five Negro Melodies for Piano Trio
- Chevalier de Saint-Georges : Six String Quartets